# Chroniques, Volume 1
Pour les articles homonymes, voir Chronicles.
Chroniques, Volume 1 est le premier volet d'un triptyque autobiographique de Bob Dylan. Il paraît aux États-Unis en octobre 2004, puis, traduit par Jean-Luc Piningre, il paraît en France en 2005, aux éditions Fayard.

## Contenu et analyse
Dans ce récit, Dylan évoque ses souvenirs de sa carrière musicale, par exemple la signature de son premier contrat avec la Columbia, sa vie de père de famille ou l'enregistrement de l'album Oh Mercy, en 1989. Greil Marcus, dans un article paru dans le journal Mojo, qui qualifie le livre de « modeste, humble, sans complaisance, écrit avec soin » évoque un « bildungsroman », où une personne s'interroge à travers le récit de son éducation artistique, son apprentissage de la vie et l'évolution du monde.

Contrastant avec l'écriture hallucinée de Tarantula, Dylan évoque d'abord simplement la ville de Minneapolis en 1959-1960, les personnalités qu'il rencontra à Greenwich Village, tel que le boxeur Jack Dempsey ou des vieilles stars du blues. Avec le recul de sa carrière, il évoque notamment la culture folk de Greenwich Village: 

« Le folk était une réalité d'une dimension plus lumineuse. Elle dépassait la compréhension humaine et si elle te désignait, tu pouvais être disparaître et être absorbé par elle. Je me sentais chez moi dans ce royaume mythique constitué d'individus dont l'âme était remplie de connaissance intuitive et de vision intérieure. Chacun réclamant un certain respect. Je pouvais y adhérer complètement et le chanter. C'était si réel tellement plus vrai que la vie »

— Bob Dylan, Greil Marcus, Mojo, cité par Dylan: Portraits et témoignages, Tournon, p. 228
Il décrit également l'éclectisme de ses goûts musicaux dans les années 1960, comme Woody_Guthrie, Rick Nelson, Frank Sinatra Jr , Judy Garland ou Robert_Johnson...
Bob Dylan apporte également son point de vue sur sa traversée mouvementée des années 1960 où il aborde le paradoxe d’une époque qui prônait la liberté mais qui faisait preuve à sa manière du conformisme étouffant qu’elle abhorrait tant. Après avoir éprouvé le sentiment « d’avoir été un bout de viande qu’on jetait aux chiens », Dylan parle du repli sur lui-même qu'il amorça à la fin des années 1960, « pour échapper au rôle de porte-drapeau que tous ces dingues voulaient lui faire endosser ».
Dans les années 1970, Dylan estime avoir perdu sa capacité d'observation et évoque la qualité de sa production, ainsi que sa collaboration avec le groupe The Band et sa tournée, la Rolling Thunder Revue.

## Ressources bibliographiques
- Autobiographie d'un mythe: Aux sources de Dylan, Courrier International, no 729, traduit de Charles Taylor, Salon, 21-10-2004.
- Mark Blake, Mojo (Trad. Isabelle Chelley, Jean-Pierre Sabouret), Dylan : Visions, portraits, and back pages [« Dylan : Portraits et témoignages », p. 228], Tournon, 11/09/2006  (ISBN 235144017X);